# David Morrissey
David Mark Morrissey (Kensington, Liverpool, 23 de juny de 1964) és un actor, director, productor i guionista anglès. Actualment és famós pel seu paper a la sèrie The Walking Dead interpretant el paper d'El Governador.
Ja de petit va interessar-se pel cinema, per la televisió i pels musicals de Gene Kelly. Després de veure per televisió la pel·lícula Kes (1969) de Ken Loach va decidir fer-se actor.
Va anar a l'escola de primària St. Margaret Mary's School, on, animat per una professora, va realitzar els seus primers passos en el teatre, fent d'espantaocells en una producció teatral d'El màgic d'Oz amb onze anys.
Després de finalitzar els estudis de secundària a La Salle School, va entrar a formar part de l'Everyman Youth Theatre. Ja el 1983 va obtenir la seva primera oportunitat amb el paper de Billy Rizley a One Summer, un drama juvenil del Channel 4.
Després del seu debut professional, David abandonà Liverpool per estudiar a Londres, a la Royal Academy of Dramatic Art (RADA), on va graduar-se el 1985. Després d'un any al RADA, Morrissey va tornar a Liverpool per actuar a l'obra WCPC al Liverpool Playhouse. Tot seguit, amb la companyia teatral Cheek by Jowl va actuar a les obres El Cid i La nit de reis, i més endavant va estar dos anys amb la Royal Shakespeare Company, sobretot amb la directora Deborah Warner, amb qui treballà a l'obra El rei Joan el 1988. A partir d'aleshores és habitual la seva participació en el teatre clàssic, com per exemple amb les obres Enric IV, Peer Gynt, Molt soroll per no res, In a Dark House o Macbeth.
En televisió és habitual veure'l en sèries britàniques com The Storyteller, Our Mutual Friend, Clocking Off, Holding On, State of Play, The Deal, Sense and Sensibility, Doctor Who o Red Riding. El 2012 interpretà Philip Blake "El Governador" a la sèrie de l'AMC The Walking Dead, basada en la sèrie de còmic homònima de Robert Kirkman i Tony Moore.
En cinema va debutar amb la pel·lícula de Peter Greenaway Conspiració de dones el 1988. Posteriorment va actuar a pel·lícules molt diverses, com El país de l'aigua, Being Human, The Commissioner, Hilary i Jackie, La mandolina del capità Corelli , Basic Instinct 2, The Suicide Club, The Reaping, The Water Horse: Legend of the Deep, Les germanes Bolena...
A més de la seva carrera com a actor, David ha fundat la seva pròpia productora, Tubedale Films, coproductora de L'home del tren de Patrice Leconte, protagonitzada per Johnny Hallyday i Jean Rochefort.